# Експеримент Герші-Чейз
Експеримент Герші-Чейз — класичний експеримент в історії  біології, який довів, що генетична інформація знаходиться в ДНК. Експеримент складався з серії дослідів, які були проведені в 1952 році американськими  генетиками  Альфредом Герші і Мартою Чейз. Хоча ДНК була відома ще з 1869 року, до часу експерименту багато вчених вважали, що спадкова інформація знаходиться в  білках.

## Експеримент

Структура бактеріофага T2.

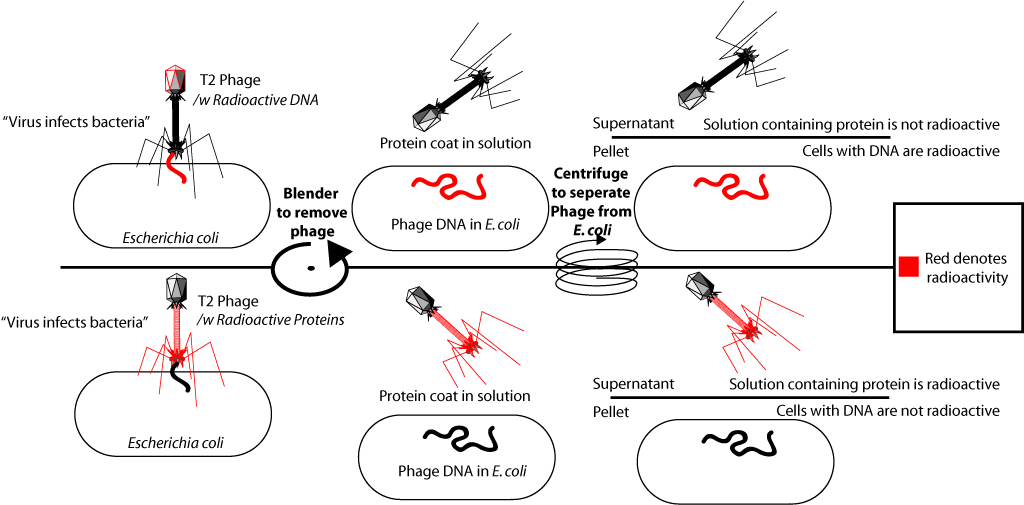
Схема експерименту Герші-Чейз

Експеримент проводився на бактеріофазі T2, структура якого на той час була з'ясована за допомогою електронної мікроскопії. Виявилося, що бактеріофаг складається з білкової оболонки, всередині якої знаходиться ДНК. Експеримент був спланований таким чином, щоб з'ясувати, що саме — білок або ДНК — є носієм спадкової інформації.
Герші і Чейз вирощували дві групи  бактерій: одну в середовищі, що містить радіоактивний фосфор-32 у складі фосфат-іона, іншу — в середовищі з радіоактивною сіркою-35 у складі сульфат-іона. Бактеріофаги, додані в середовище з бактеріями, розмножуються в останніх, поглинаючи ці маркерні радіоактивні ізотопи при побудові своєї ДНК і білків. Фосфор міститься в ДНК, але відсутній в білках, а сірка, навпаки, міститься в білках (точніше в двох амінокислотах: цистеїн і метіонін), але її немає в ДНК. Таким чином, одні бактеріофаги містили мічені сіркою білки, а інші — мічену фосфором ДНК.
Після виділення радіоактивно-мічених бактеріофагів їх додавали до культури свіжих (тих, що не містять ізотопів) бактерій і дозволяли бактеріофагам інфікувати ці бактерії. Після цього середовище з бактеріями піддавали енергійному струшуванню у спеціальному змішувачі (було показано, що при цьому оболонки фага відокремлюються від поверхні бактеріальних клітин), а потім інфікованих бактерій відокремлювали від середовища. Коли в першому досліді до бактерій додавалися мічені фосфором-32 бактеріофаги, виявилося, що радіоактивна мітка перебувала в бактеріальних клітинах. Коли ж у другому досвіді до бактерій додавалися бактеріофаги, мічені сіркою-35, то мітка була виявлена у фракції середовища з білковими оболонками, але її не було в бактеріальних клітинах. Це підтвердило, що матеріалом, яким інфікувалися бактерії, є ДНК. Оскільки всередині інфікованих бактерій формуються повні вірусні частинки, що містять білки вірусу, даний дослід був визнаний одним з вирішальних доказів того факту, що генетична інформація (інформація про структуру білків) міститься у ДНК.
В 1969 році Альфред Герші отримав  Нобелівську премію за відкриття генетичної структури вірусів.

#### Ресурси Інтернету
- Hershey A.D., Chase M. (1952) Independent functions of viral protein and nucleic acid in growth of bacteriophage [Архівовано 24 липня 2008 у Wayback Machine.]. — J. Gen. Physiol. — 36: 39-56.
- Експеримент Герші-Чейз [Архівовано 23 жовтня 2018 у Wayback Machine.]
- Hershey–Chase experiment animation [Архівовано 26 травня 2014 у Wayback Machine.]
- Clear depiction and simple summary [Архівовано 10 травня 2015 у Wayback Machine.]